# Statarmuseet, Överjärva gård

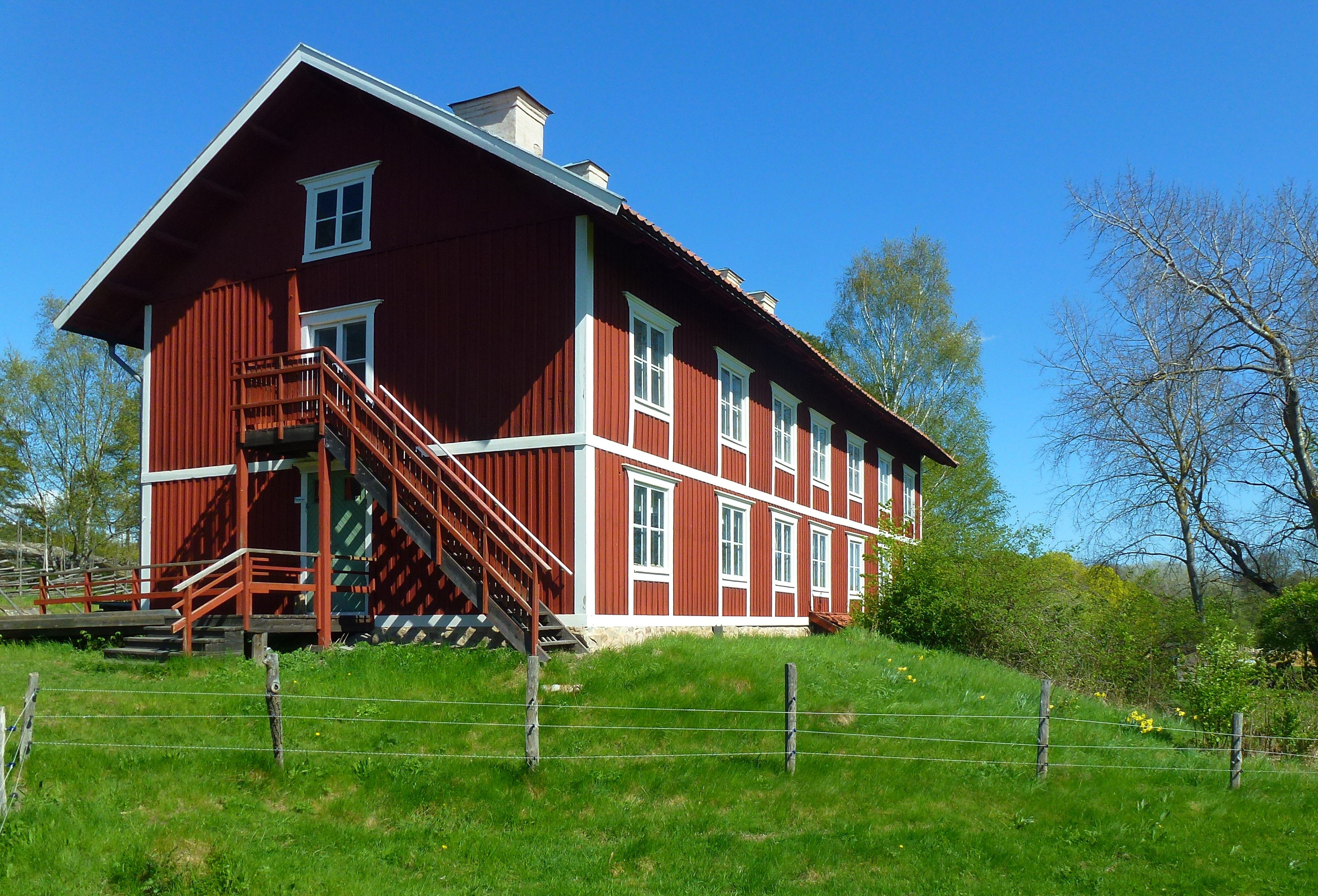
Statarlängan med Statarmuseet, 2015.

Statarmuseet i Överjärva är ett lantbruksmuseum på Överjärva gård i Solna kommun. Museet skildrar lantarbetarens, statarens, arbetsliv och vardag på 1920-talet.

## Byggnaden och museet

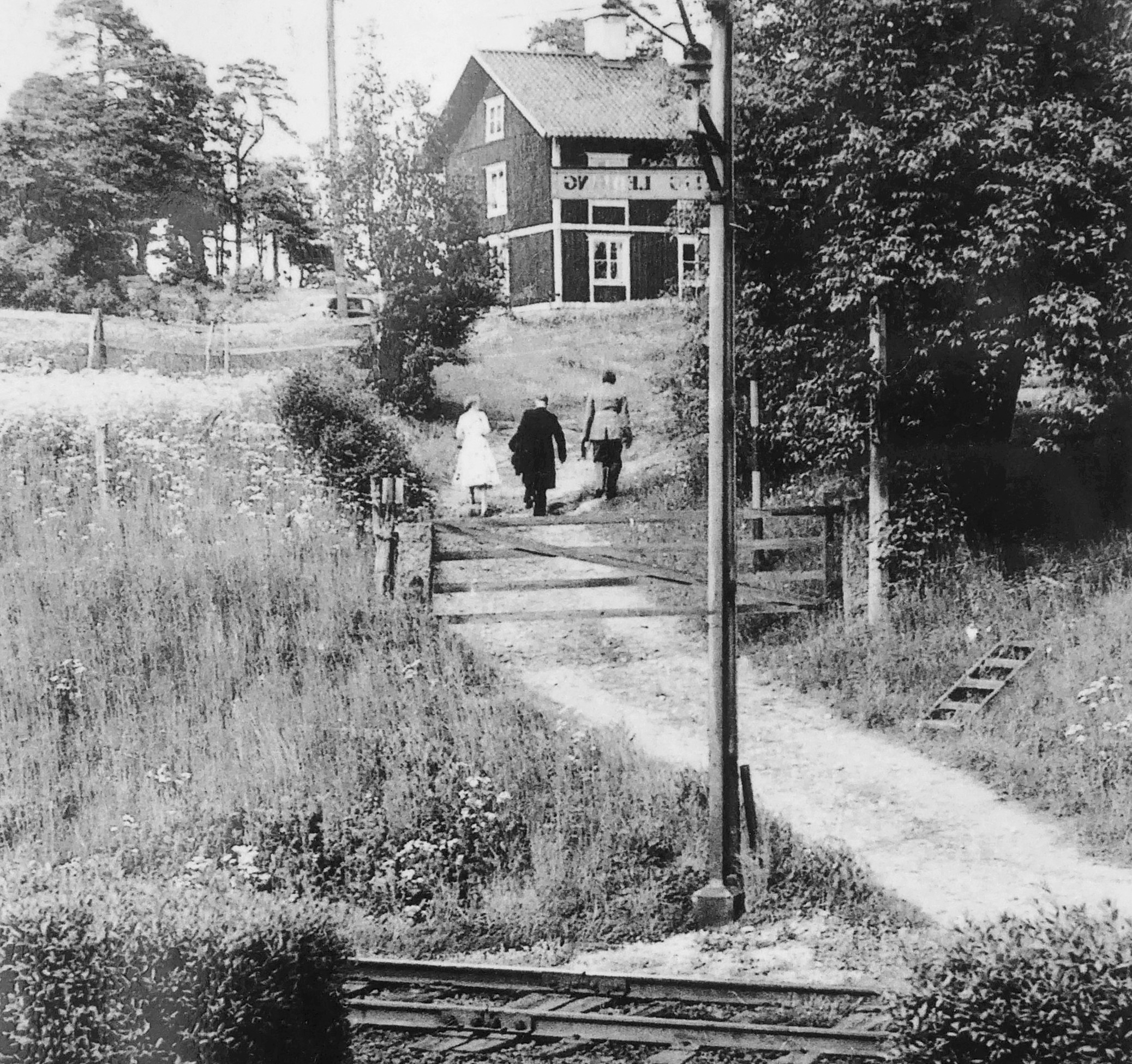
Stigen över järnvägen, 1930-tal.

Statarmuseet inryms i gårdens statarlänga från 1872. Byggnaden ersatte då en äldre statarlänga som brann ner 1868. Under den första tiden bodde 12 familjer i huset. Nästan varje bostad bestod av kök och kammare. Efter 1920-talet hade några familjer två rum och kök. Elektricitet installerades i slutet av 1930-talet. Vatten och avlopp drogs aldrig in. Vatten fick hämtas i en källa på andra sidan järnvägen (Norra stambanan går förbi väster om gården). Uppvärmningen skedde med ved i kökets vedspis respektive i kammarens kakelugn.
I Överjärvas statarlänga bodde de som arbetade med mjölkproduktionen för Öfver Järfvas Mjölkhandel. Kring sekelskiftet 1900 hade gården 71 kor som stod i den stora ladugården öster om statarbyggnaden. På 1920-talet sköttes mjölkningen av fyra statarkvinnor som fick börja sin dag klockan fyra på morgonen så att dagsfärsk mjölk kunde säljas i mjölkbutikerna klockan sju. År 1934 var Över Järvas mjölkhandel som störst med mejeri och huvudbutik i Stockholm vid den numera rivna Norra Smedjegatan (där Gallerian nu ligger) och filialer i Gamla stan och på Östermalm samt Norrmalm.
Statarlängan på Överjärva gård är välbevarad och ett bra exempel för hur en sådan byggnad såg ut kring sekelskiftet 1900. Huset inrymmer 21 bostadsrum, gemensam hall och bagarstuga. Rumsindelning och inredning är huvudsakligen den ursprungliga. Till statarlängan hörde också uthus med dass, svinstia och hönshus. När statarsystemet avskaffades 1945 blev statarlängan bostadshus för gårdens lantarbetare och senare bodde anställda vid Ulriksdals galoppbana här. År 1994 förvärvade Solna kommun både Överjärva gård och statarlängan. Mellan 1996 och 1999 renoverades byggnaden och i västra delen inrättades Statarmuseet med några tidstypiskt inredda rum och information om statarsystemet i Sverige. Museet har begränsade öppettider.

## Interiörbilder

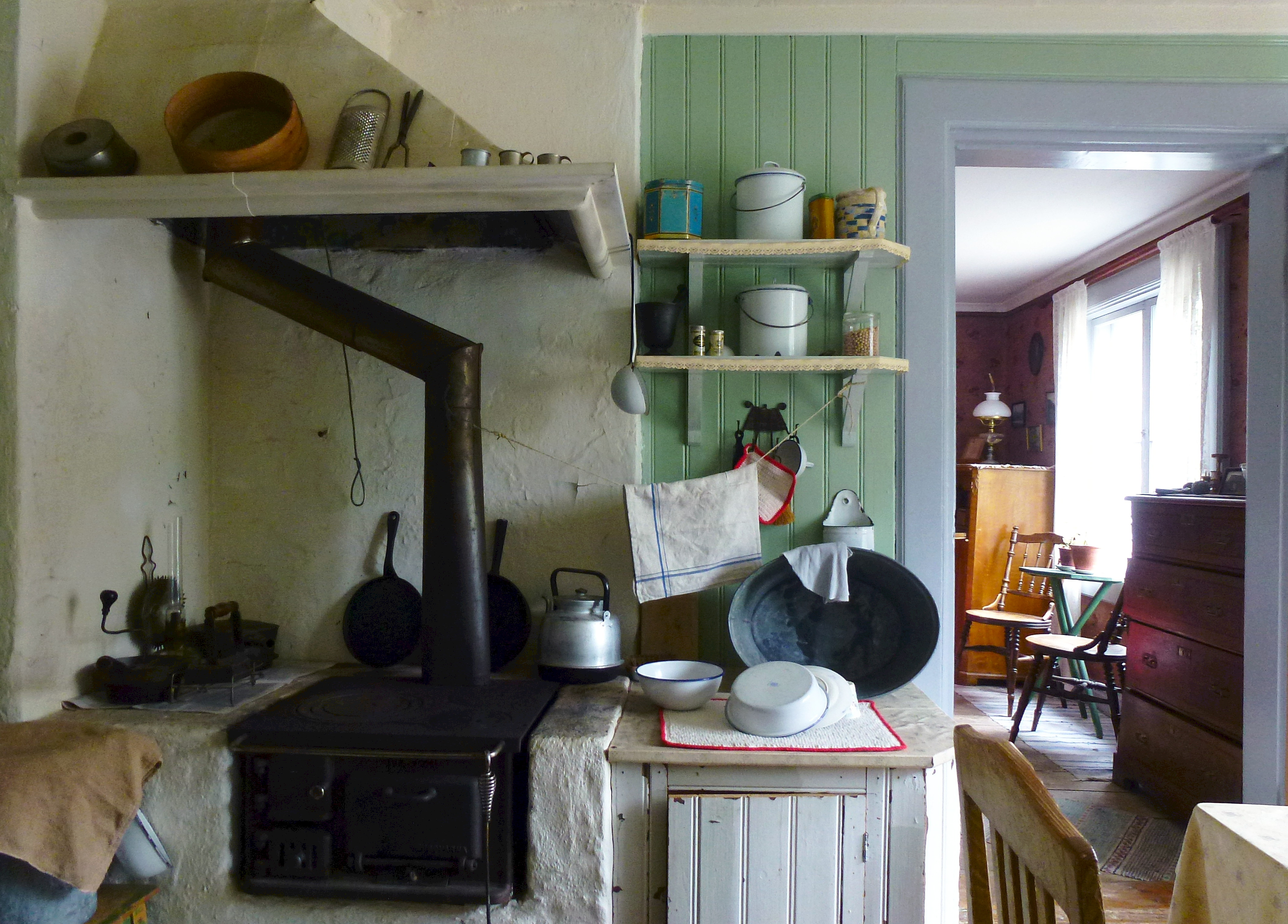
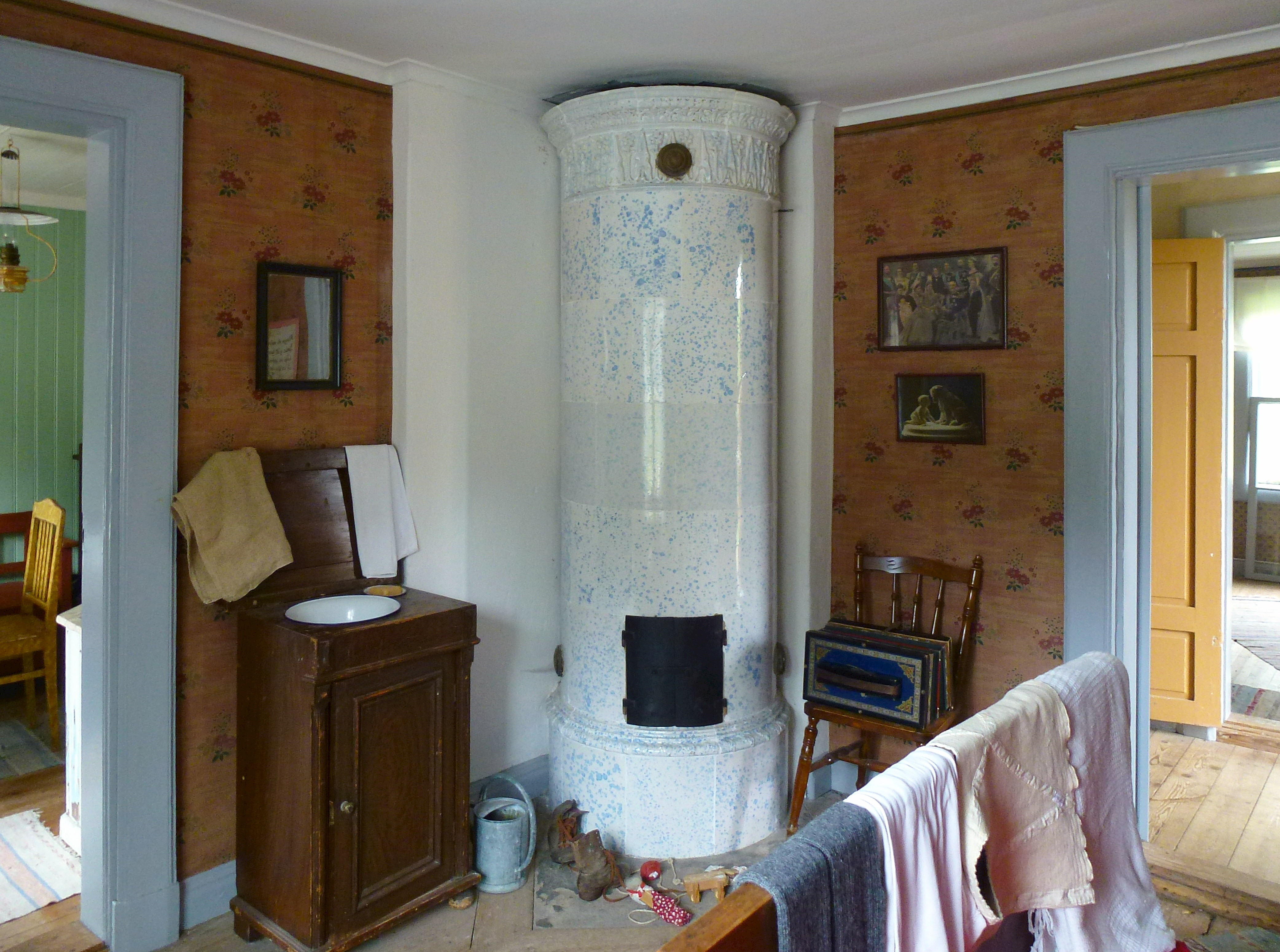
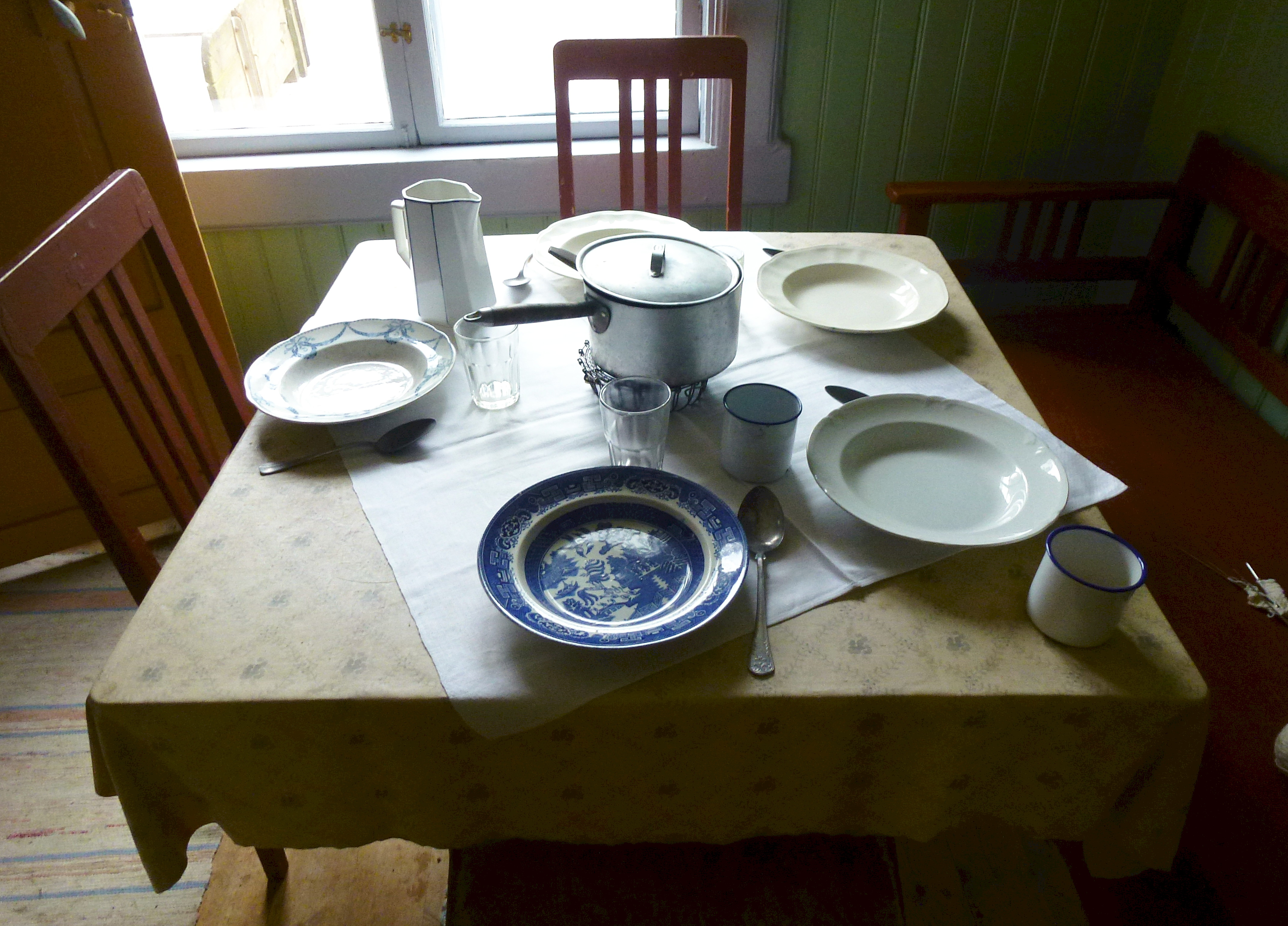
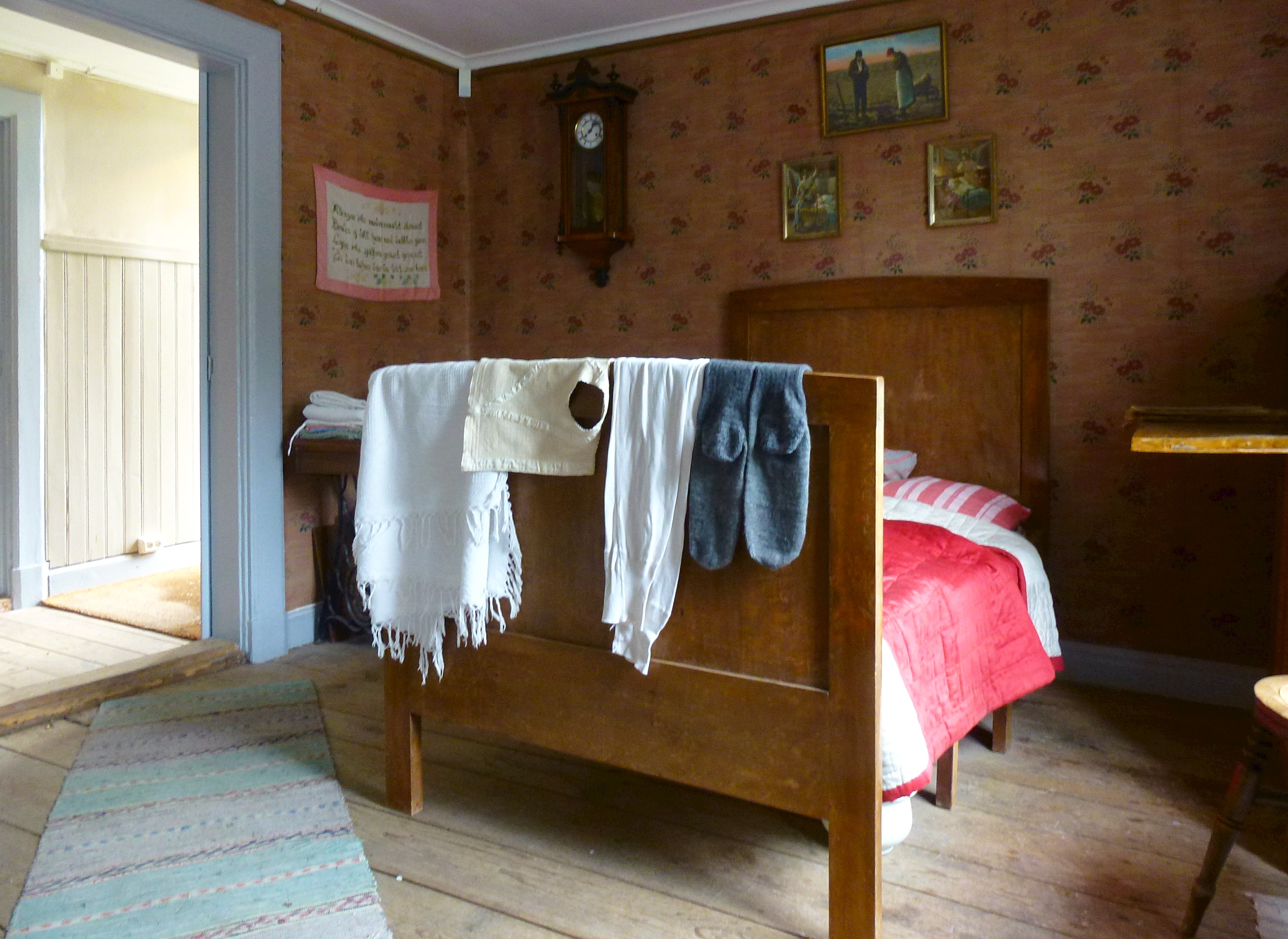